# Pinedjem al II-lea
Pinedjem al II-lea ( variante : Pinudjem, Pinedyem)

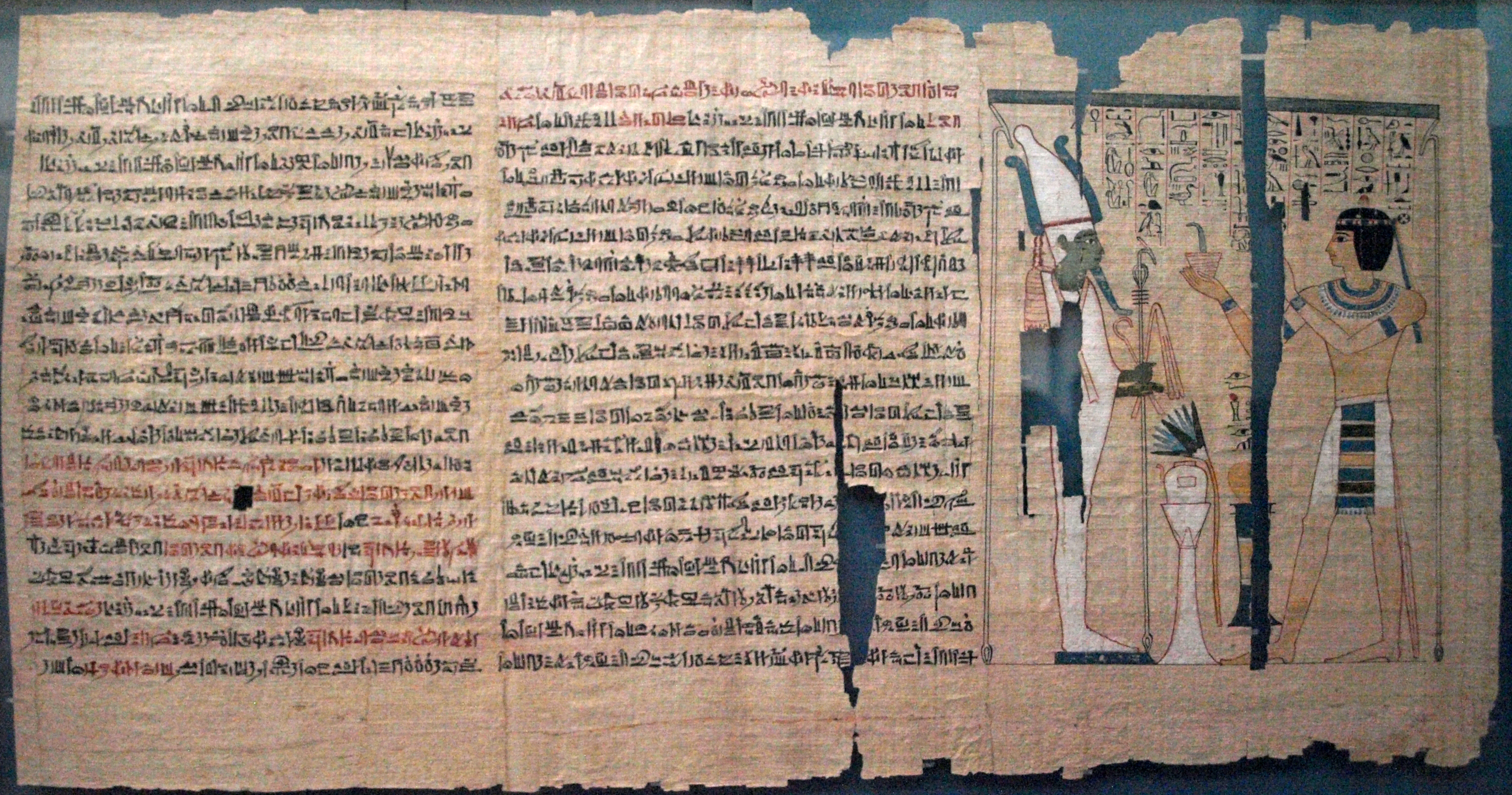
Pinedjem al II-lea oferind ofrande lui Osiris în calitate de Mare Preot al lui Amon. Ilustrație din Cartea Morților

a fost Mare Preot al lui Amon între 990-969 î.Hr. . Unul dintre membrii castei preoțești thebane care a condus efectiv Egiptul de Sus    în vremea Dinastiei a XXI-a , a fost contemporan cu Faraonii Amenemope, Osorkon cel Bătrân și Siamun  . Nu este menționat în Lista lui Manetho. 
Odată cu disiparea puterii centrale, Faraonii controlau efectiv numai Egiptul de Jos. Vidul de putere din Egiptul de Sus fusese umplut de Marii  Preoți ai lui Amon, cei mai puternici membri ai ierarhiei religioase thebane. Relațiile dintre cele două mari provincii egiptene erau deseori susținute de  legăturile de familie dintre membrii Dinastiei "oficiale"  și cei ai Marilor Preoți ai lui Amon.

## Familia
Tatăl său a fost Menkheperre, Mare Preot al lui Amon , iar frate mai mare i-a fost Smendes al II-lea , predecesorul imediat . Mama sa a fost Isetemjeb a III-a ( sau Istemkheb a III-a ).
Pinedjem al II-lea a avut ca soții-consoarte pe sora sa Istemjeb a IV-a ( sau Istemkheb a IV-a ) ,dar și pe nepoata sa Nesikhons , fiica lui Smendes al II-lea.
Probabil a avut  trei fii , care sunt : 
1) Psusennes al II-lea ( ultimul Faraon al Dinastiei a XXI-a )
2) Nesitanebashru
3) Psusennes al III-lea , succesorul său în funcția de Mare Preot al lui Amon . Există însă o dispută nerezolvată legată de posibilitatea ca Psusennes al II-lea și Psusennes al III-lea să fie una și aceeași persoană.

## Titulatura
Numele său este forma grecizată a celui egiptean echivalent cu : " Cel care aparține Celui Plăcut " ( adică lui Amon )  și  apare scris în Hieroglife astfel:
| G40 | Z4 | M29 | Aa15 · Y1 |

## Domnia
Nu se cunosc multe date despre perioada pontificatului său. Cel mai important eveniment din vremea sa este decizia de a muta mumiile unor Faraoni celebri ai Noului Regat  într-o ascunzătoare secretă care a fost redescoperită abia în secolul al XIX-lea. Ascunzătoarea, cunoscută ca  DB 320 sau TT 320 este în Deir el-Bahri deasupra templului funerar al Faraonului-femeie Hatshepsut și conținea mumiile a peste 50 de regi, regine și nobili. 
Pinedjem a fost probabil motivat de imposibilitatea de a preveni sau combate jefuirea sistematică de bogății a mormintelor Faraonilor. A considerat ca fiind mai importante mumiile decât celelalte bogății conținute, ascunzătoarea neconținând decât  puțin  mobilier funerar.

## Mormântul
Pinedjem al II-lea a fost înmormântat după mumificare într-o cameră a ascunzătorii de la Deir el-Bahri, alături de soții și alți membri ai familiei sale; în aceeași cameră mai sunt și mumiile altor personaje importante din epocă : Pinedjem I și Siamun.